# 13937 Робертхаргрейвс
13937 Робертхаргрейвс (13937 Roberthargraves) — астероїд головного поясу, відкритий 2 серпня 1989 року.
Тіссеранів параметр щодо Юпітера — 3,226.